# Franz Hegi

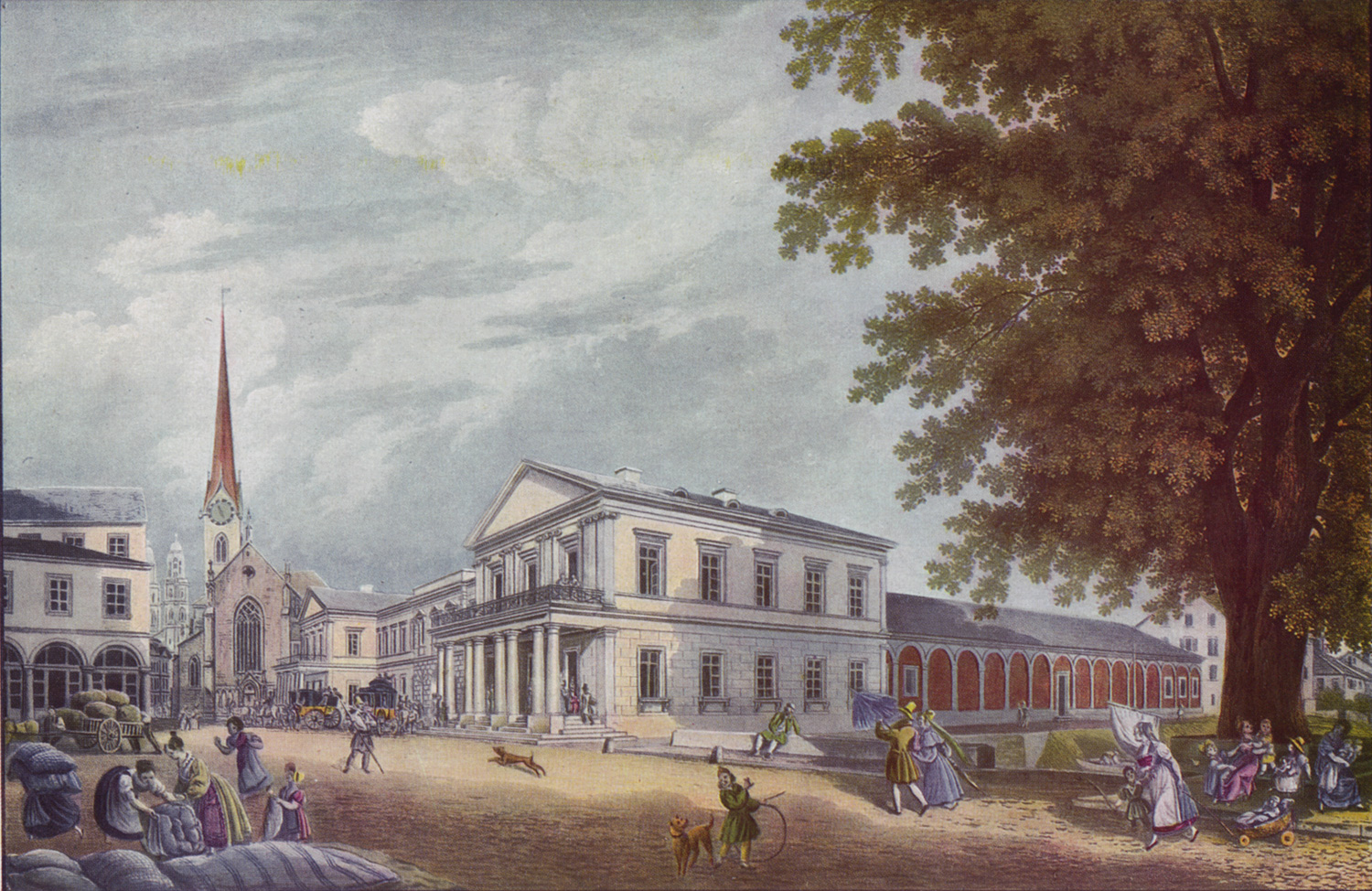
Franz Hegi: A postaudvar a zürichi Paradeplatzon

Franz Hegi (Lausanne, 1774. április 16. – Zürich, 1850. március 14.) svájci festő és rézmetsző. 

## Élete
Édesapja Johannes Hegi, aranyműves, ékszerész és rézmetsző, édesanyja Eléonore Verdeil volt. 1780-ban a család Zürichbe költözött. 1790-től Franz Hegi Mathias Pfenninger rézmetszőnek volt a tanítványa. 1796-tól 1802-ig Peter Birmann festőnél dolgozott Bázelben, 1804-től rézkarcokat készített. Képei többnyire szülővárosnak épületeit és lakosait ábrázolják.